# I tre volti
I tre volti è un film collettivo del 1964, diretto da Michelangelo Antonioni, Mauro Bolognini, Franco Indovina.

## Episodi e trame

### Il provino
Il primo provino dell'aspirante attrice Soraya.

### Gli amanti celebri
Un ménage à trois nell'alta società.

### Latin Lover
Le vicende di un playboy non più giovane.

## Produzione
Il lungometraggio fu girato nel 1964.

## Critica
«Tentativo fallimentare di lanciare Soraya» * 

## Distribuzione
Il film fu distribuito nelle sale italiane e tedesche nel 1965. Nei paesi anglofoni fu distribuito con il titolo Three faces of  woman
Resta uno dei pochissimi film di Alberto Sordi che ancora non è stato realizzato in DVD. È stato esclusivamente distribuito in VHS (Videociak) con pochi passaggi televisivi.